# Józef Zołoteńki
Józef Zołoteńki (ur. 19 października 1877 w Starej Soli, zm. 12 maja 1966) – polski sędzia, prokurator, pułkownik audytor Wojska Polskiego.

## Życiorys
Urodził się 19 października 1877 w Starej Soli jako syn Antoniego. Był bratem Jana (1874-1940, sędzia, burmistrz Starej Soli). Kształcił się w C. K. Gimnazjum Arcyksiężniczki Elżbiety w Samborze, gdzie otrzymał przyznane 14 stycznia 1897 stypendium Głowińskiego, a w tym samym 1897 ukończył VIII klasę z oceną celującą i zdał egzamin dojrzałości z odznaczeniem.
Od około 1902 w charakterze auskultanta Galicji Wschodniej i Bukowiny był przydzielony do C. K. Wyższego Sądu Krajowego we Lwowie i skierowany do Starej Soli, a od około 1903 do około 1907 był auskultantem w C. K. Sądzie Obwodowym w Samborze. W grudniu 1906 został mianowany adjunktem dla Lwowa. Od września 1907 był adjunktem w C. K. Sądzie Powiatowym w Ustrzykach Dolnych, a od około 1909 sędzią tamże. Stamtąd w listopadzie 1912 został mianowany zastępcą prokuratora C. K. Prokuratorii Państwa w Tarnopolu.
W C. K. Armii został mianowany kadetem piechoty w rezerwie z dniem 1 stycznia 1903. Był przydzielony do 56 pułku piechoty w Krakowie do około 1908. Został mianowany na stopień podporucznika piechoty w rezerwie z dniem 1 stycznia 1908. Następnie został przeniesiony do C. K. Obrony Krajowej i zweryfikowany w stopniu podporucznika piechoty w grupie nieaktywnych z dniem 1 stycznia 1908. Od tego czasu był przydzielony do 33 pułku piechoty Obrony Krajowej w Stryju do około 1912. Po wybuchu I wojny światowej został mianowany oficerem pospolitego ruszenia we wrześniu 1914. W grudniu 1914 ogłoszono jego awans na stopień porucznika obrony krajowej z dniem 1 listopada 1914. W czerwcu 1916 otrzymał udzielone przez cesarza Franciszka Józefa „najwyższe pochwalne uznanie za znakomitą służbę wobec wroga” (wyróżniony w gronie służących w Obronie Krajowej).
Po zakończeniu wojny, jako były oficer armii austriackiej został przyjęty do Wojska Polskiego i zatwierdzony w stopniu majora. Na początku 1920 był sędzią sądu polowego Dowództwa Okręgu Etapowego (DOE). Jako cywilny podprokurator w Tarnopolu dla Tarnopola postanowieniem Ministra Sprawiedliwości z 30 stycznia 1920 został zamianowany sędzią sądu okręgowego w VII klasie rangi. Dekretem z 22 maja 1920 został zatwierdzony w stopniu podpułkownika w korpusie sądowym z dniem 1 kwietnia 1920. Latem 1920 pełnił funkcję referenta prawnego 6 Armii. Na początku 1921 ponownie był sędzią sądu polowego.
Został awansowany na stopień pułkownika w korpusie oficerów sądowych ze starszeństwem z dniem 1 czerwca 1919. Od początku lat 20. był prokuratorem przy Wojskowym Sądzie Okręgowym Nr VIII w Grudziądzu. Z dniem 7 marca 1927 został mianowany podprokuratorem Prokuratury przy Najwyższym Sądzie Wojskowym. Zarządzeniem z 4 czerwca 1930 został mianowany prokuratorem przy NSW w miejsce płk Jana Rzymowskiego. W grudniu 1930 ogłoszono, że został przeniesiony w stan spoczynku z dniem 28 lutego 1931. W 1934, jako pułkownik w stanie spoczynku, pozostawał wówczas w ewidencji Powiatowej Komendy Uzupełnień Warszawa Miasto III.
W latach 1936–1939 był naczelnikiem wydziału Najwyższej Izby Kontroli. Na początku marca 1938 został wybrany członkiem komisji rewizyjnej Zjednoczenia Polskich Prawników Katolików.
Podczas II wojny światowej w trakcie okupacji niemieckiej wsparł wiedzą prawniczą działalność Stowarzyszenia im. Waleriana Kalinki, prowadzonego przez Zgromadzenie Sióstr Zmartwychwstania Pańskiego na obszarze Generalnego Gubernatorstwa. Tuż po wojnie był radcą prawnym w Oddziale Wojewódzkim PUR w Warszawie.
Był żonaty z Jadwigą, z którą miał syna Witolda (1916–1944, poległy w powstaniu warszawskim). Po wojnie, w 1948 był naczelnikiem wydziału Biura Kontroli i zamieszkiwał przy ulicy Juliana Fałata 6 m. 23, a 10 kwietnia tego roku złożył wyjaśnienie przed Okręgową Komisją Badania Zbrodni Niemieckich w Warszawie w sprawie masakry w klasztorze jezuitów przy ulicy Rakowieckiej z 2 sierpnia 1944. Zmarł 12 maja 1966.

## Ordery i odznaczenia
- Złoty Krzyż Zasługi (dwukrotnie: 24 maja 1929[46], 30 stycznia 1939[c])
- Brązowy Medal Jubileuszowy Pamiątkowy dla Sił Zbrojnych i Żandarmerii (Austro-Węgry, przed 1912)[10]
- Medal Jubileuszowy Pamiątkowy dla Cywilnych Funkcjonariuszów Państwowych (Austro-Węgry, przed 1912)[10]
- Krzyż Jubileuszowy dla Cywilnych Funkcjonariuszów Państwowych (Austro-Węgry, przed 1912)[10]